# Juan de Dios Úsuga David
Juan de Dios Úsuga David (Necoclí, Antioquia, 26 de septiembre de 1967-Acandí, Chocó, 1 de enero de 2012), conocido por el alias de «Giovanni», fue un paramilitar y narcotraficante colombiano, que lideró al Clan del Golfo desde 2009 hasta su muerte en enero del 2012 después de ser abatido por las Fuerzas Militares de Colombia. 
Era el hermano mayor del narcotraficante Dairo Antonio Úsuga David.

## Biografía
Junto a su hermano, Dairo Antonio Úsuga David, militó en el Ejército Popular de Liberación (EPL) antes de su desmovilización en la década de 1990. Ante esta situación se unió a las Autodefensas Unidas de Colombia (AUC), estuvo bajo las órdenes del narcotraficante Daniel Rendón, conocido por el alias de «Don Mario» como parte de una facción llamada Bloque Centauros.
Úsuga David finalmente se desmovilizó en la década de 2000 como miembro activo de las Autodefensas Unidas de Colombia (AUC), sin embargo, se dio a la tarea de conformar su propio grupo llamado Los Urabeños, bajo la tutela de «Don Mario». Tras la captura de Rendón a finales de la década de 2000, los miembros de la banda encabezados por los hermanos Úsuga David se convirtieron oficialmente en la banda criminal más activa en la región noroeste de Urabá.
Con el transcurrir de los años, Juan de Dios logró incrementar el poderío de su grupo, tanto así que en muchas ocasiones confrontó a otras bandas criminales activas como Los Rastrojos y Los Paisas en varias partes del territorio colombiano, en especial en el departamento de Córdoba y en otras localidades como el Bajo Cauca, al norte de Antioquia. A finales de la década de 2000, en algunas localidades como Caucasia y Tarazá se registraron altos índices de homicidios y actos criminales por parte de Los Urabeños, en la lucha por mantener el control de estos territorios estratégicos.

## Muerte
Juan de Dios fue abatido en una redada de las fuerzas de seguridad en una de sus haciendas en Acandí, departamento de Chocó, cerca de la frontera con Panamá, en la mañana del primero de enero de 2012. Después de su muerte, el Clan del Golfo declaró un «paro armado» y ofrecían una recompensa de $ 1000 dólares por cada policía que fuera asesinado en Antioquia.